# Trisopterus
Trisopterus es un género de peces gadiformes de la familia Gadidae.

## Especies
Se reconocen las siguientes especies:
- Trisopterus esmarkii
- Trisopterus luscus
- Trisopterus minutus